# Atletismo nos Jogos Pan-Americanos de 1991 - 400 m com barreiras feminino
As provas dos 400 m com barreiras feminino nos Jogos Pan-Americanos de 1991 foram realizadas em  Havana, Cuba, com a final ocorrida em 10 de agosto.

## Medalhistas
| Ouro                     | Prata                     | Bronze                          |
| Lency Montelier CUB Cuba | Deon Hemmings JAM Jamaica | Tonja Buford USA Estados Unidos |

## Resultados

### Final
| Posição           | Nome               | Nacionalidade      | Tempo   | Notas |
| ----------------- | ------------------ | ------------------ | ------- | ----- |
| Medalha de ouro   | Lency Montelier    | CUB Cuba           | 57.34   |       |
| Medalha de prata  | Deon Hemmings      | JAM Jamaica        | 57.54   |       |
| Medalha de bronze | Tonja Buford       | USA Estados Unidos | 57.81   |       |
| 4                 | Elsa Jiménez       | CUB Cuba           | 57.83   |       |
| 5                 | Schowanda Williams | USA Estados Unidos | 57.95   |       |
| 6                 | Carolyn Fortin     | CAN Canadá         | 58.92   |       |
| 7                 | Maribelcy Peña     | COL Colômbia       | 59.14   |       |
| 8                 | Kareth Smith       | JAM Jamaica        | 1:00.16 |       |